# Вељки Кир
Вељки Кир (слч. Veľký Kýr, мађ. Nyitranagykér) насељено је мјесто са административним статусом сеоске општине (слч. obec) у округу Нове Замки, у Њитранском крају, Словачка Република.

## Становништво
| Година:    | 1994. | 2004.   | 2014.   | 2024.   |
| ---------- | ----- | ------- | ------- | ------- |
| Број људи: | 3347  | 3092    | 3017    | 2931    |
| Разлика:   |       | -7,61 % | -2,42 % | -2,85 % |

| Година:    | 2023. | 2024.   |
| ---------- | ----- | ------- |
| Број људи: | 2963  | 2931    |
| Разлика:   |       | -1,07 % |

Према подацима о броју становника из 2011. године насеље је имало 3.037 становника.